# Puerto de Córdoba
El puerto fluvial de Córdoba (Portus Cordubensis) fue un puerto con el que contó la ciudad al menos durante época romana y hasta época musulmana.
Tanto Estrabón como Plinio el Viejo hacen mención a que el río Betis era navegable hasta la ciudad de Córdoba, por lo que se asume la existencia de una infraestructura lo suficientemente permanente que permitiera el desembarco y embarco de productos. 
En cuanto a su ubicación, no se conoce con exactitud su ubicación aunque algunos autores apuntan que tuvo que situarse frente al actual Alcázar de los Reyes Cristianos tal y como demostraron algunos restos aparecidos tras la construcción del puente de San Rafael.
En Córdoba, la ampliación de la ciudad hacia el río en la primera mitad del siglo I justificó la construcción de un malecón para amortiguar las crecidas del río y por otro permitiera el mantenimiento de un puerto comercial.
En época califal el puerto tuvo que tener gran importancia a la altura de la capital del Califato. Entre otras, el médico y diplomático de la corte del califa Abderramán III, Hasdai ibn Shaprut, fue el supervisor de las aduanas del puerto de Córdoba.
El puerto de Córdoba pierde importancia, afectado por la navegabilidad por el río debido a las represas y los molinos, que sólo hace posible la navegación de naves de pequeño calado, hecho que por otro lado recae el protagonismo en el puerto de Sevilla en el siglo III.